# Matthias Stiehler

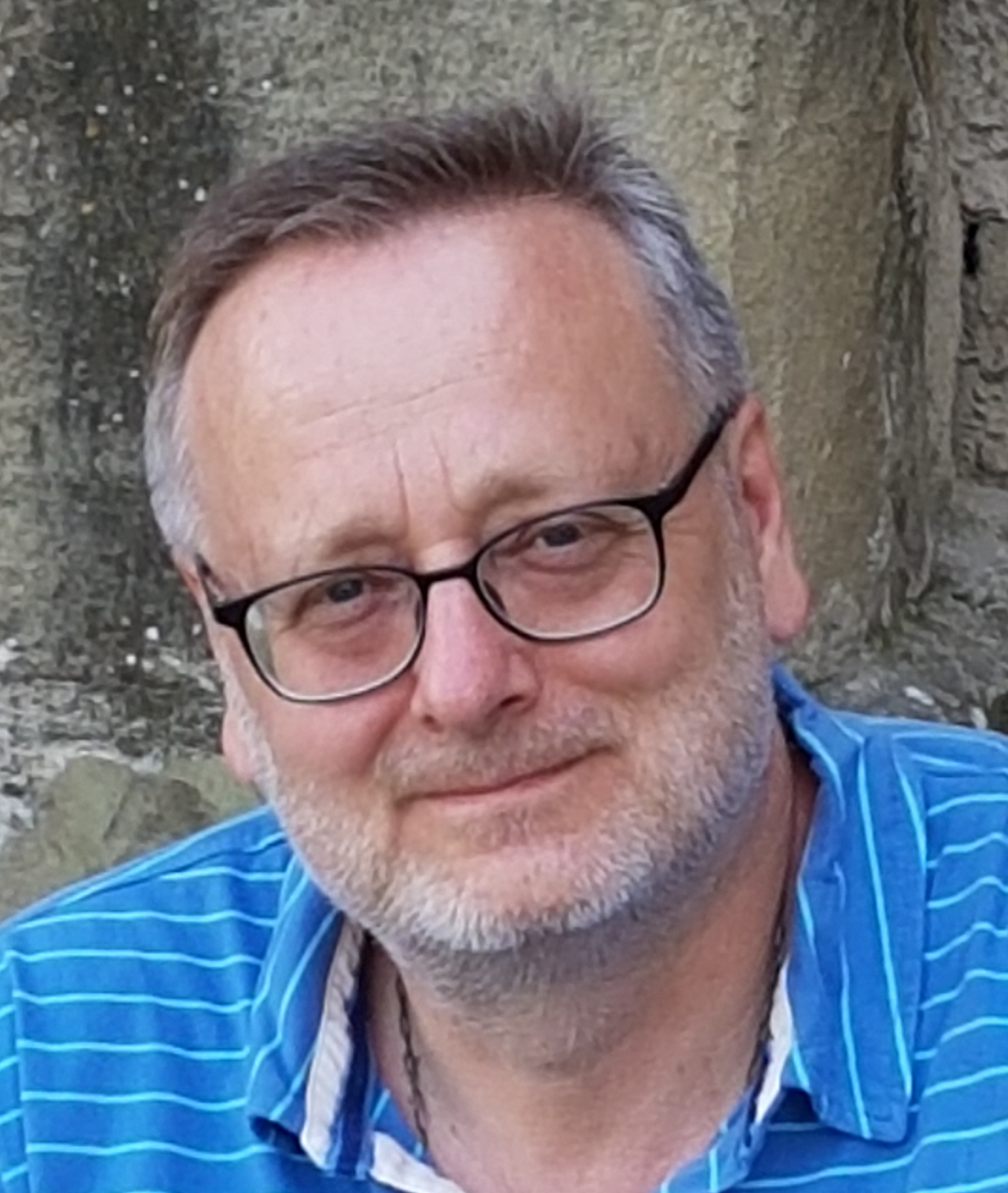
Matthias Stiehler (2019)

Matthias Stiehler (* 1961 in Leipzig) ist ein deutscher Theologe, Erziehungswissenschaftler und Autor.

## Leben
Matthias Stiehler studierte von 1983 bis 1989 evangelische Theologie am Theologischen Seminar in Leipzig. 1999 promovierte er an der Fakultät Erziehungswissenschaften der TU Dresden zum Dr. phil. 1990 war er zunächst Vikar, dann Pfarrer in Höckendorf bei Dippoldiswalde. Seit 1993 arbeitet er als psychologischer Berater im Gesundheitsamt Dresden. 2009 übernahm er die Leitung der dortigen Beratungsstelle für AIDS und sexuell übertragbare Infektionen, ab 2018 das Sachgebiet Sexuelle Gesundheit. Seit 2001 leitet er zudem das Dresdner Institut für Erwachsenenbildung und Gesundheitswissenschaft.
2001 gründete er gemeinsam mit Klaus Hurrelmann und Theodor Klotz eine Initiative für einen bundesdeutschen Männergesundheitsbericht. Von 2005 bis 2015 war er im Vorstand der Deutschen Gesellschaft für Mann und Gesundheit (DGMG), seit 2016 ist er Vorstand Wissenschaft der Stiftung Männergesundheit. Zudem ist er Gründungsmitglied des sozialwissenschaftlichen Netzwerk Männergesundheit. Er ist Mitherausgeber des 2010 erschienenen Ersten Deutschen Männergesundheitsbericht und des Männergesundheitsberichts 2013. Im Fokus: Psychische Gesundheit. Für die DGMG war er Gründungsmitglied des Bundesforum Männer. Er arbeitet in verschiedenen Beiräten zur Geschlechter- und Männerpolitik mit.
Schwerpunkt seiner Arbeit ist die soziale und gesellschaftliche Dimension von Männergesundheit und den daraus folgenden Konsequenzen für die gesellschaftliche Stellung des Mannes und des Miteinanders von Frauen und Männern. 2018 initiierte er den Tag der ungleichen Lebenserwartung.
Matthias Stiehler ist gemeinsam mit seiner Frau, Sabine Stiehler, als Paarberater tätig und Autor zahlreicher Publikationen zu Partnerschaft. Er vertritt hier das Verständnis, dass die Beziehungserfahrungen der ersten Lebensjahre die Gestaltung von Zweierbeziehungen entscheidend prägen. Sie müssen daher in den Erwartungen an den anderen immer wieder bewusstgemacht und überprüft werden. Entscheidend für das Gelingen von Partnerschaft ist die konsequente Übernahme von Eigenverantwortung.

## Werke
- Gesundheitsförderung im Gefängnis. Eine strukturreflexive Analyse am Beispiel der AIDS-Prävention im sächsischen Justizvollzug. Shaker Verlag Aachen 2000, ISBN 978-3-8265-8105-2
- Männerleben und Gesundheit. Eine interdisziplinäre, multiprofessionelle Einführung. Herausgegeben gemeinsam mit Theodor Klotz. Juventa Verlag Weinheim und München 2007, ISBN 978-3-7799-1149-4
- Der Männerversteher. Die neuen Leiden des starken Geschlechts. Verlag C.H. Beck München 2010, ISBN 978-3-406-60598-7
- Erster Deutscher Männergesundheitsbericht. Herausgegeben gemeinsam mit Doris Bardehle. W. Zuckschwerdt Verlag München 2010, ISBN 978-3-88603-987-6
- Väterlos. Eine Gesellschaft in der Krise. Gütersloher Verlagshaus 2012, ISBN 978-3-579-06657-8
- Männergesundheitsbericht 2013. Im Fokus: Psychische Gesundheit. Herausgegeben gemeinsam mit Lothar Weißbach. Verlag Hans Huber Bern 2013, ISBN 978-3-456-85269-0
- Partnerschaft ist einfach. Ein kleines Buch für ein gutes Leben. Verlag tredition Ahrensburg, Neuauflage 2016, ISBN 978-3-7345-7223-4
- Ist Gott noch zu retten? Woran wir glauben können. Verlag tredition Ahrensburg, Neuauflage 2016, ISBN 978-3-7345-7434-4
- Partnerschaft geht anders. Mit Paarberatung zu einem guten Miteinander. Verlag tredition Ahrensburg 2018, ISBN 978-3-7469-6069-2
- Männer und der Übergang in die Rente: Vierter deutscher Männergesundheitsbericht der Stiftung Männergesundheit. Herausgegeben gemeinsam mit Hendrik Jürges und Johannes Siegrist. Psychosozial Verlag Gießen 2020, ISBN 978-3-8379-3023-8
- Partnerschaft ist zweifach. Wie sich Paare finden und was sie zusammenhält. Verlag tredition Ahrensburg, 2023, ISBN 978-3-347-95879-1